# Варварино (Тейковский район)
Варва́рино — деревня в Тейковском районе Ивановской области. Входит в состав Нерльского городского поселения.

## География
Деревня находится в юго-западной части Ивановской области, на расстоянии приблизительно 18 км (по прямой) к юго-западу от города Тейково, административного центра района.

### Часовой пояс
Деревня Варварино, как и вся Ивановская область, находится в часовой зоне МСК (московское время). Смещение применяемого времени относительно UTC составляет +3:00.

## История
В 1859 году в деревне Суздальского уезда Владимирской губернии насчитывалось 18 дворов.

## Население
| 1859 | 1905 | 2010 |
| ---- | ---- | ---- |
| 173  | ↘158 | ↘5   |

### Национальный состав
Согласно результатам переписи 2002 года, в национальной структуре населения русские составляли 87 % из 8 чел.